# فرودگاه شهری دریاچه استورم
فرودگاه شهری دریاچه استورم (به انگلیسی: Storm Lake Municipal Airport) یک فرودگاه همگانی ۱۹۶۰۰ با کد یاتا SLB است . این فرودگاه در کشور ایالات متحده آمریکا قرار دارد و در ارتفاع ۴۵۴ متری از سطح دریا واقع شده است.